# Va, pensiero

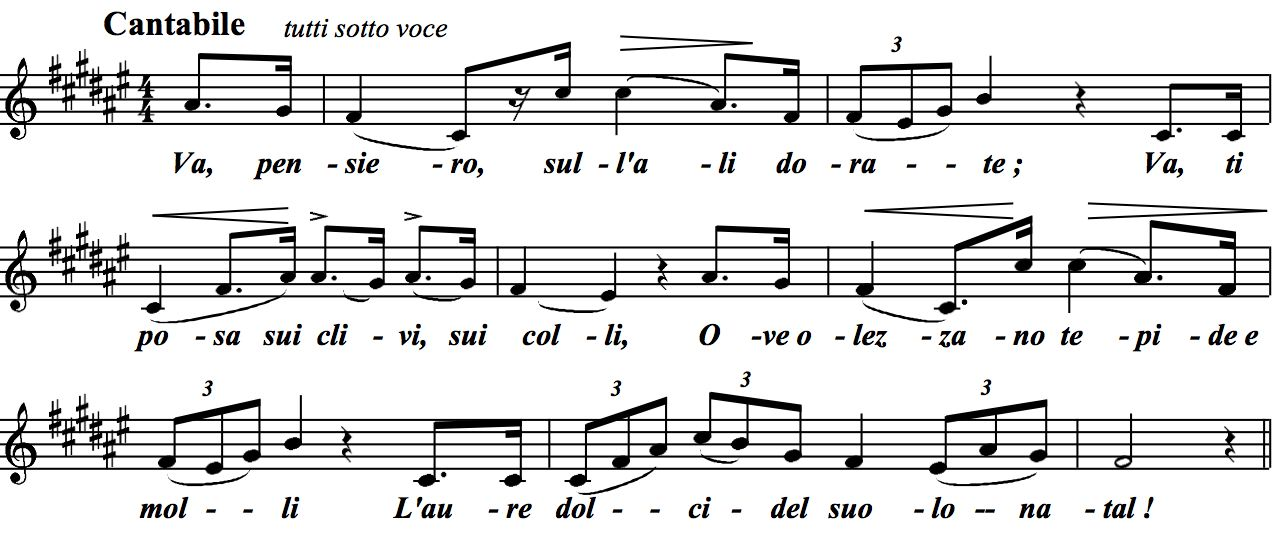
Melodia e primeiro verso de "Va, pensiero"

"Va, pensiero", também conhecido como o "Coro dos Escravos Hebreus", é um coro do terceiro ato da ópera Nabucco (1842) de Giuseppe Verdi, com libreto de Temistocle Solera, inspirado no Salmo 137. Conhecido como a obra de arte "judia" de Verdi, o coro relembra a história dos exilados judeus na Babilônia, após a perda do Primeiro Templo em Jerusalém. A ópera, com seu poderoso refrão, notabilizou Verdi como um dos maiores compositores italianos do século XIX. O incipit completo diz "Va, pensiero, sull'ali dorate", que significa "Vá, pensamento, sobre as asas douradas".

## Papel na história política italiana
Alguns estudiosos afirmavam inicialmente que o coro pretendia ser um hino para os patriotas italianos, que buscavam unificar seu país e libertá-lo do controle estrangeiro nos anos anteriores a 1861. Entretanto, estudiosos modernos refutaram a ideia de conexões entre as obras de Verdi nas décadas de 1840 e 1850 e o nacionalismo italiano, com exceção de alguns das opiniões expressas na ópera I Lombardi, de 1843.
Outras pesquisas recentes têm discutido várias obras de Verdi a partir da década de 1840 (incluindo Giovanna d'Arco e Attila), enfatizando seu significado político ostensivo. O trabalho do musicólogo e historiador americano Philip Gossett em coros da década de 1840, também sugere que as abordagens revisionistas recentes sobre Verdi e o Risorgimento podem ter superestimado a relevância política de "Va, pensiero".
Em 2009, o senador Umberto Bossi propôs a substituição do hino nacional da Itália por "Va, pensiero".
Em 2011, após reger "Va, pensiero" em uma seção de Nabucco, no Teatro da Ópera de Roma, o maestro Riccardo Muti fez um breve discurso, protestando contra os cortes no orçamento italiano para as artes e convidando a platéia a cantar o coro em prol da cultura e do patriotismo.

## Letra
| Va, pensiero, sull'ali dorate     | Vá, pensamento, sobre asas douradas        |
| Va, ti posa sui clivi, sui colli  | Vá, pouse sobre as encostas e as colinas   |
| Ove olezzano tepide e molli       | Onde perfumam tépidos e suaves             |
| L'aure dolci, del suolo natal!    | Os ares doces do solo natal!               |
| Del Giordano le rive saluta       | Saúda as margens do Jordão                 |
| Di Sionne le torri atterrate      | E as torres derrubadas de Sião.            |
| Oh, mia patria si bella e perduta | Oh, minha pátria tão bela e perdida!       |
| Oh, membranza si cara e fatal!    | Oh, lembrança tão cara e fatal!            |
| Arpa d'or dei fatidici vati       | Harpa dourada dos profetas fatídicos,      |
| Perche muta dal salice pendi?     | Por que estás muda pendurada no salgueiro? |
| Le memorie nel petto raccendi     | Reacende as memórias no peito,             |
| Ci favella del tempo che fu!      | Que nos falem do tempo que passou!         |
| O simile di Solimà ai fati        | Semelhante ao destino de Jerusalém         |
| Traggi un suono di crudo lamento  | Traga-nos um som de cru lamento,           |
| O t'ispiri il signore un concento | Ou que o senhor te inspire uma melodia     |
| Che ne infonda al patire virtu!   | Que preencha o sofrer com virtude!         |
| Che ne infonda al patire virtu!   | Que preencha o sofrer com virtude!         |
| Al patire virtu!                  | O sofrer com virtude!                      |